# Illot des Porros
|  | No s'ha de confondre amb illa des Porros. |

L'Illot des Porros és un illot del nord de Mallorca que pertany al municipi de Santa Margalida. Fa uns 3.050 m². Segons les fonts, es troba a 120 metres de Mallorca i la seva altitud màxima és de 2,3 metres. Forma un conjunt funerari amb la necròpolis de Son Real, ocupada de l'edat del ferro fins a l'època romana, el qual fou malmès pel temporal que patí el novembre de 2001.